# Coroana Boreală (constelație)
Coroana Boreală este o mică constelație nordică ale cărei stele formează un arc semicircular, denumită Hora în astronomia populară romanească. Cele mai strălucitoare stele din constelație sunt Alpha Coronae Borealis sau Gemma, Beta Coronae Borealis și Gamma Coronae Borealis.

## Mitologie și istorie
Această  constelație ar reprezenta coroana oferită Ariadnei la căsătoria sa cu Dionysos.
Constelația a fost repertoriată de Ptolemeu în lucrarea sa, Almageste.

## Observarea stelelor

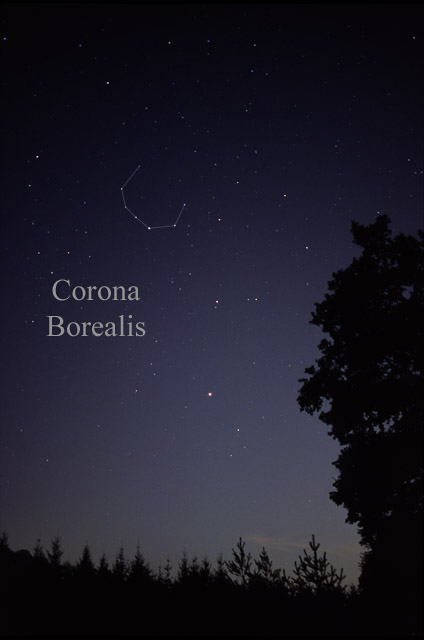
Constelația Coroana Boreală.

Vizibilitatea nocturnă a constelației Coroana Boreală.

Constelația este slabă, însă adunată, și oferă un spectacol plăcut când condițiile de observare sunt bune.
Coroana Boreală se reperează destul de ușor (când este vizibilă) între α Lyrae (Vega) și α Bootis (Arcturus), și în prelungirea „oiștii” Carului Mare.
Forma de coroană a constelației este destul de clară, contrar aceleia a omoloagei sale australe.

## Stele principale

### α Coronae Borealis (Alphecca)
Cea mai strălucitoare stea din Coroana Boreală este α Coronae Borealis (Alphecca), al cărui nume provine din arabă și care mai este cunoscută și sub numele său latin Gemma, „piatră prețioasă transparentă și strălucitoare”, „gemă”. Alphecca este o stea albă din secvența principală, însă în realitate este o stea binară; companioana sa este o stea asemănătoare cu Soarele și o eclipsează ușor la fiecare 17,4 zile.

### Alte stele
β Coronae Borealis (Nusakan) este a doua cea mai strălucitoare stea din constelație, cu o magnitudine de 3,68. Este o stea binară, iar principala este o pitică neobișnuit de bogată în pământuri rare și lipsită de oxigen.
θ CrB, aflată la unul din capetele coroanei, este o stea de circa trei ori mai mare decât Soarele, a cărei rotație la Ecuator este egală cu 393 km/s, adică de 200 de ori mai mare decât viteza de rotație a Soarelui. Această viteză nu este deocamdată explicată.
T CrB este o novă recurentă. De obicei, ea are o magnitudine de circa 10, dar de două ori a devenit suficient de strălucitoare pentru a putea fi văzută cu ochiul liber: în 1866, ea a atins magnitudinea 2, iar în 1946, magnitudinea 3.
Anatole France, în Le Jardin d’Épicure (1894), vorbește despre această observație, în capitolul Despre miracol, însă fără să-i știe cauza: 
„am văzut, în 1866, o stea aprinzându-se de-odată în Coroana boreală, strălucind aproape o lună, și stingându-se treptat apoi.”
R CrB este o stea  de magnitudinea a șasea, a cărei luminozitate poate scădea până la magnitudinea 14, în timp de câteva săptămâni, într-un mod aleatoriu, înainte de a reveni la valoarea normală în câteva luni. Se crede că particulele de carbon se acumulează în straturile externe ale stelei, înainte de a fi ejectate, într-un mod haotic, prin radiațiile sale.
γ CrB și η CrB sunt două stele duble. Prima pereche efectuează o revoluție în 101 ani, iar a doua pereche în 42 de ani.